# Lindor Quiroga
Lindor Laurentino Quiroga (Renca, 7 de abril de 1841 - San Luis, c. 1915) fue un abogado, perito contador, educador y político argentino, que ejerció dos veces como Gobernador de la Provincia de San Luis en la segunda mitad del siglo XIX, no pudiendo completar ninguno de los dos mandatos. Fue especialmente notable por haber sido el único gobernador de una provincia argentina que adhirió a la revolución de 1874.

## Biografía
Era hijo del coronel Antonio Ignacio Quiroga, un militar que prestó servicio en las guerras civiles y en la lucha contra los indígenas; su madre fue Petrona Calderón, presidenta de la Sociedad de Beneficencia de Renca hacia 1858. El gobernador Justo Daract le otorgó una Beca para estudiar en el Colegio Nacional de Monserrat, en Córdoba. De regreso en su provincia ejerció como maestro de escuela.
Fue juez del crimen de la provincia desde 1871, pasando dos años más tarde a ser ministro del gobernador Juan Agustín Ortiz Estrada.
Entre 1879 y 1883 fue Inspector Nacional de Escuelas. Adhirió a la Revolución del Parque en 1890 y, siguiendo al expresidente Bartolomé Mitre, fue presidente de la Unión Cívica Nacional de la Provincia de San Luis. Posteriormente fue legislador nacional por su provincia.
Casado con Carmen Lucero Frías, tuvo diez hijos, entre los que destacaron Julio Lindor Quiroga, abogado, y sus hijas, Adela Quiroga y Luisa Amanda Quiroga de Lucero, escritora; ambas reconocidas profesoras puntanas. Otras de sus hijas, Carmen Quiroga de Chena (1883 - 1977), fue una destacada docente en su provincia natal y en la provincia de San Juan.
La Escuela N° 49 de la ciudad de San Luis lleva su nombre.

## Primer gobierno
Fue elegido gobernador de su provincia, asumiendo el mando el 21 de noviembre de 1873. Fueron sus ministros los después gobernadores Jacinto Videla y Rafael Cortés. Su gobierno no destacó por actos administrativos notables, aunque restableció las municipalidades.
El general José Miguel Arredondo llegó a San Luis y pactó con el gobernador el inicio de la revolución de Cuyo; el presidente Domingo Faustino Sarmiento ordenó detener a Arredondo, mediante un comunicado al general Teófilo Iwanowsky, quien nunca recibió el mensaje; aprovechando la situación, Arredondo ordenó al teniente Crisólogo Frías apresarlo, quien ante un intento de resistencia de Iwanosky lo asesinó. El 5 de octubre de 1874 Arredondo, junto al exgobernador Juan Agustín Ortiz Estrada, invadieron la ciudad de Córdoba y el 22 de octubre hicieron una entrada triunfal en la capital puntana.
El gobernador Lindor Quiroga se pronunció oficialmente a favor de la revolución del Partido Nacionalista y delegó el gobierno para invadir la ciudad de Mendoza, quedando el gobierno de la provincia a cargo del presidente de la Municipalidad de San Luis, el abogado Luis Ojeda. El gobernador Quiroga acompañó a Arredondo al frente de las fuerzas provinciales y aliadas con la incorporación de la guardia sanjuanina. El 25 de octubre la ciudad de San Luis fue ocupada militarmente por cuarta vez, esta vez por parte del coronel Carlos Panelo, a órdenes del coronel Julio Argentino Roca. Éste, desplazando a Ojeda del mando provincial, ocupando el gobierno provincial por un día y en cumplimiento de órdenes superiores, puso en posición del mando gubernativo al presidente de la legislatura Rafael Cortés, y como ministro de gobierno a Aureliano Lavié, causando conmoción en la sociedad puntana porque ninguno de los dos era puntano. 
El gobernador de la provincia de Mendoza, Francisco Civit, advertido de la situación, organizó un ejército a las órdenes del coronel Amaro Catalán para salir al encuentro de los revolucionarios que se disponían a invadir la provincia. Las fuerzas mendocinas fueron derrotadas y Civit huyó a Chile. Roca derrotaría a Arredondo en la Batalla de Santa Rosa, de modo que Quiroga emigró a Chile y después a Montevideo; por su parte, Cortés logró ser elegido gobernador constitucional y adhirió al Partido Autonomista Nacional.

## Segundo gobierno
En 1893 fue elegido nuevamente gobernador de su provincia, asumiendo el mando el 8 de enero de ese año. Este segundo gobierno presenció el enfrentamiento casi continuo entre los cívicos y los autonomistas; cambió repetidamente su gabinete de ministros y sus colaboradores, de modo que alcanzó solamente a administrar una crisis política casi continua. Organizó un Consejo Provincial de Higiene y ordenó erigir un panteón para los restos del coronel Pringles, cuyo monumento en la plaza central de la capital provincial inauguró, ubicando a este militar como máximo prócer de la provincia.
La inestabilidad política llegó a su máximo punto en un conflicto con el Superior Tribunal de Justicia. Quiroga pretendió saldarlo destituyendo por decreto a todos sus miembros, lo que llevó a una intervención federal de la provincia el 6 de noviembre de 1896, poco antes del finalizar su mandato como gobernador.
Durante el mandato de su sucesor constitucional, Adeodato Berrondo, fue presidente del Banco de San Luis. En 1901 fue elegido senador nacional por su provincia, participando dos años más tarde de la revolución que derrocó al gobernador Jerónimo Mendoza.

## Un gobernador radical
Lindor Quiroga fue Presidente del partido de la Unión Cívica Nacional y uno de los iniciadores del radicalismo puntano. En el año 1870 fue uno de los electores del gobernador Ortiz Estrada. De 1879 a 1883 fue Inspector Nacional de Escuelas. Después de la revolución de 1890 presidió nuevamente el partido Unión Cívica Nacional de San Luis. 
Quiroga fue un demócrata de alta trascendencia e intentó unir a los radicales y autonomistas pero la inestabilidad era insostenible, lo que le costó el cargo de gobernador bajo una intervención federal.